# Juan Tapia Sánchez
Juan Tapia Sánchez (Almería, 22 de mayo de 1914-Granada 27 de abril de 1986) fue un concejal en la ciudad de Granada, España. Militante histórico del PSOE, fue elegido concejal por primera vez en tiempos de la Segunda República y fue responsable de la organización del partido tras el fallecimiento de Francisco Franco y su presidente de honor  provincial. Fue el alcalde que ocupó durante menos tiempo ese cargo en la historia de la ciudad de Granada: tomó posesión de su cargo en 1979, en la sesión en la que Antonio Camacho dimitió tras 6 meses de alcaldía por motivos personales, para seguidamente renunciar antes del final del acto. El socialista Antonio Jara Andreu sería posteriormente elegido en su lugar. El 28 de abril de 1986, un día después de su muerte por cáncer, el pleno municipal acordó concederle la Medalla de Oro de la ciudad.